# István Balázs
István Balázs, född 15 februari 1952, är en ungersk bågskytt. Han deltog vid olympiska sommarspelen 1980.